# Gouvernement Demotte I (Région wallonne)
Pour les articles homonymes, voir Gouvernement Demotte.
Ne doit pas être confondu avec Gouvernement Demotte I (Communauté française).
Région wallonne
Di Rupo II Demotte II
Le Gouvernement Demotte est un gouvernement wallon bipartite composé de socialiste et de sociaux-chrétiens.
Ce gouvernement fonctionne du 20 juillet 2007 jusqu'aux élections régionales de 2009 en remplacement du Gouvernement Di Rupo II, à la suite de la démission de ce dernier. Il sera suivi du gouvernement Demotte II.

## Composition
| Fonction | Titulaire | Titulaire                                                                        | Parti |
| --- | --------- | -------------------------------------------------------------------------------- | ----- |
| Ministre-président Après le 14 mai 2009 Ministre de la Santé, de l’Action sociale et de l’Égalité des chances |           | Rudy Demotte                                                                     | PS    |
| Vice-président et ministre du Logement, des Transports et du Développement territorial                        |           | André Antoine                                                                    | cdH   |
| Vice-président et ministre du Budget, des Finances, de l’Équipement                                           |           | Michel Daerden                                                                   | PS    |
| Ministre de la Formation                                                                                      |           | Marc Tarabella                                                                   | PS    |
| Ministre des Affaires intérieures et de la Fonction publique                                                  |           | Philippe Courard                                                                 | PS    |
| Ministre de la Recherche, des Technologies nouvelles et des Relations extérieures                             |           | Marie-Dominique Simonet                                                          | cdH   |
| Ministre de l’Économie, de l’Emploi, du Commerce extérieur et du Patrimoine                                   |           | Jean-Claude Marcourt                                                             | PS    |
| Ministre de la Santé, de l’Action sociale et de l’Égalité des chances                                         |           | Paul Magnette remplacé le 8 janvier 2008                                         | PS    |
| Ministre de la Santé, de l’Action sociale et de l’Égalité des chances                                         |           | Didier Donfut démissionne le 12 mai 2009; repris par Rudy Demotte du 14 mai 2009 | PS    |
| Ministre de l’Agriculture, de la Ruralité, de l’Environnement et du Tourisme                                  |           | Benoît Lutgen                                                                    | cdH   |